# Az-Zalzala
Az-Zalzala (arab. ‏سورة الزلزلة‎) – 99. sura Koranu zawierająca 8 ajat.

## Treść
Sura przepowiada wielkie trzęsienie Ziemi poprzedzające Dzień Sądu. Podkreślona jest również sprawiedliwość Allaha:
 Kto uczynił dobro na wagę pyłku zobaczy to. I kto popełnił złe na wagę pyłku także zobaczy. (99:7-8)
Według tafsiru Ibn Kathira, recytacja tej sury jest równoważna jednej czwartej całego Koranu.